# Abadía de Klosterneuburg
La abadía de Klosterneuburg está situada al noroeste de Viena, en la ciudad de Klosterneuburg, en Baja Austria. Pertenece a la Congregación de los Canónigos Agustinos Regulares de Austria. El complejo se remonta a una fundación realizada a principios del siglo XII por el margrave austriaco Leopoldo III el Santo junto con su esposa Agnes von Waiblingen.
La fundación original fue un monasterio doble con coristas agustinos hasta 1722. Los restos bien conservados de la iglesia de las coristas de Santa Magdalena, en la plaza Stiftsplatz, siguen dando testimonio de ello. En los siglos posteriores, el complejo fue ampliado y reconstruido varias veces, de modo que hoy se presenta como un conglomerado de tejido edilicio medieval, barroco e historicista. Se considera un centro vivo de la fe católica, alberga una importante colección de arte y la más antigua y una de las mayores bodegas de Austria.

## Historia

### Inicios
La leyenda del velo gira en torno a su fundación. Se dice que el día de su boda, el margrave Leopoldo III y su esposa Inés de Waiblingen estaban en el balcón de su castillo en el Leopoldsberg cuando una repentina ráfaga de viento atrapó el velo de novia de Inés y se lo llevó. No fue hasta nueve años más tarde cuando se dice que el piadoso margrave volvió a encontrar inesperadamente el velo de su esposa durante una cacería en los bosques de Klosterneuburg, atrapado intacto en un saúco en flor. Se dice que esto se entendió como una señal divina, por lo que Leopoldo III mandó construir un monasterio en este lugar. Posteriormente, esta leyenda se enriqueció con una aparición de la Virgen María.

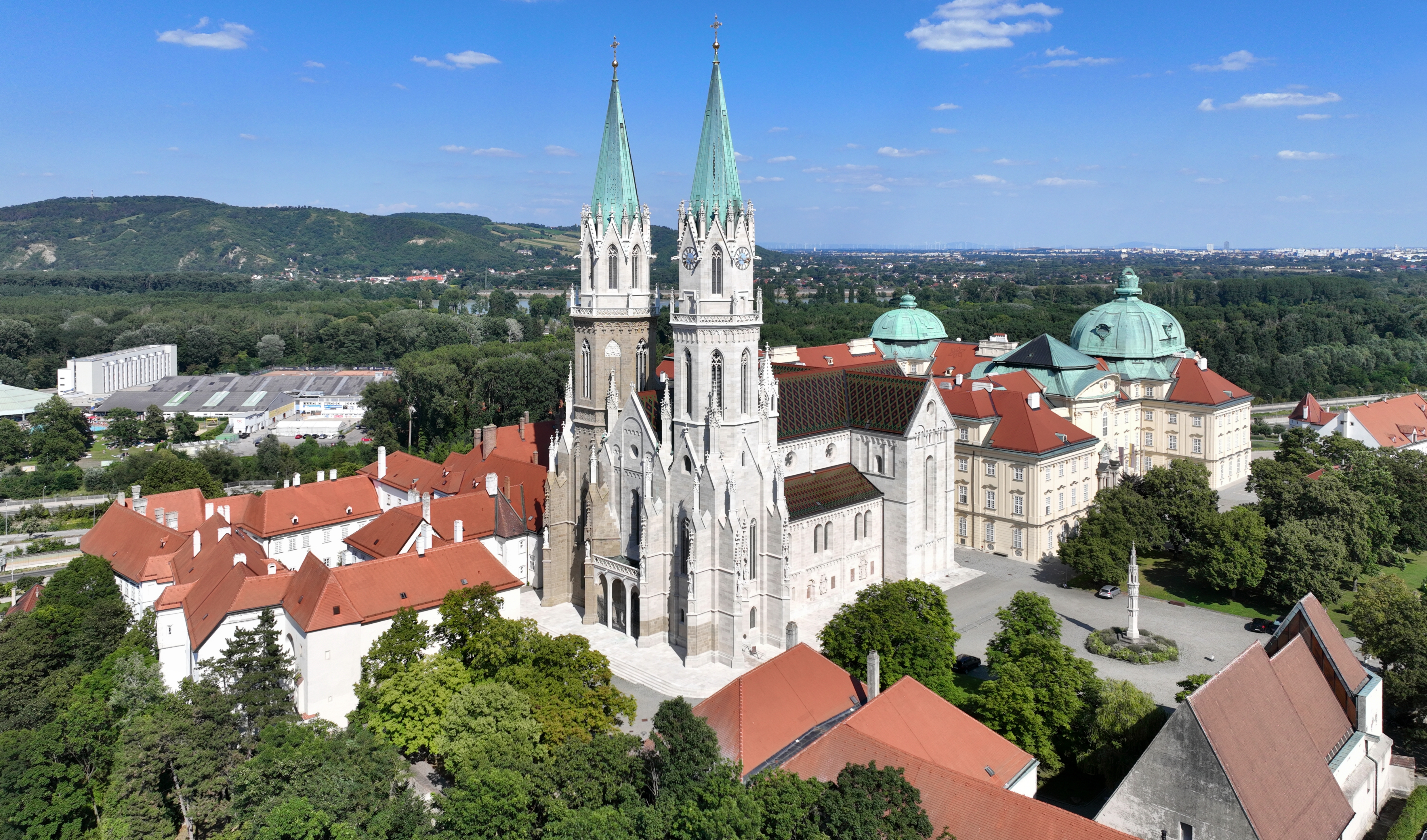
Vista aérea de la abadía de Klosterneuburg

Sin embargo, en realidad, a principios del siglo XII Klosterneuburg ya no representaba un bosque virgen, pues la colina de la abadía ya estaba poblada desde la prehistoria y se había convertido en una fortaleza (probablemente llamada Arrianis) en el siglo I d. C. para proteger el Limes Pannonicus. En las ruinas de este campamento surgió probablemente, ya en el siglo XI, un asentamiento menor que Leopoldo III acabó eligiendo como residencia y en 1114 para la fundación de un monasterio canónico secular. Uno de los objetivos de la fundación pudo ser el posterior establecimiento de un obispado provincial austriaco, por lo que uno de los hijos más dotados de Leopoldo III, el posterior Otto de Freising, que fue nombrado segundo preboste del monasterio en 1126 y enviado a París para estudiar. Los planos de una sede episcopal propia parecen haber fracasado debido a la oposición de los obispos de Passau, Salzburgo y Gurk. Como resultado, el monasterio fue entregado a los canónigos regulares (canónigos agustinos) en 1133. El primer preboste de esta nueva comunidad fue el beato Hartmann, bajo cuya regencia se completó y consagró la colegiata el 29 de septiembre de 1136. Unos meses más tarde, el 15 de noviembre de 1136, el margrave Leopoldo III murió y fue enterrado en la sala capitular del monasterio (la actual capilla de Leopoldo), donde su tumba pronto se convirtió en un lugar de peregrinación.

## Barroco
Bajo el mandato del preboste Ernest Perger (1707-1748), se inició uno de los proyectos de construcción más impresionantes del periodo barroco. Ya en 1714 se encargó a Jakob Prandtauer el diseño de una enorme reconstrucción, pero por razones desconocidas no se llevó a cabo. En 1730, por mediación de Berthold Dietmayr, abad de Melk, Donato Felice d'Allio recibió finalmente el encargo de rediseñar todo el complejo del monasterio, que preveía un nuevo y espacioso edificio con cuatro patios interiores regulares. Sin embargo, cuando se hizo evidente que el emperador Carlos VI de Austria quería convertir el monasterio en un "Escorial austriaco", es decir, una residencia monasterial señorial, y residir aquí en parte, d'Allio tuvo que adaptar sus planes en favor de un mayor esplendor. Para ello contó con la ayuda de la Oficina de Construcción de la Corte Imperial, cuyo arquitecto jefe, Joseph Emanuel Fischer von Erlach, elevó el edificio una planta, dinamizó las fachadas y proyectó cúpulas monumentales con las coronas de la Casa de Habsburgo. Pero aunque la casa imperial tuvo así una influencia decisiva en el diseño del edificio, los costes tuvieron que ser asumidos en su totalidad por el monasterio.
No está del todo claro por qué Carlos VI se decidió por este gigantesco proyecto de construcción. Se supone que quería compensar la pérdida de la corona española construyendo un Escorial austriaco. Además, la Casa de Habsburgo acentuó su veneración a San Leopoldo, presentándolo también como un antepasado (ficticio). La erección de una residencia sobre la tumba del santo pretendía ilustrar la continuidad del gobierno en Austria.
Al principio, la construcción avanzó rápidamente. Se iniciaron las obras del ala del emperador en la esquina noreste, que ya estaba cubierta en 1733. En 1735 se completaron dos de las nueve cúpulas previstas. Presentan la corona imperial por un lado y el sombrero archiducal austriaco por otro. Sin embargo, en 1740, Carlos VI murió inesperadamente, lo que puso fin a las obras. Tras la muerte del emperador (y debido a la falta de interés de su hija María Teresa en el proyecto de construcción), el convento carecía de incentivos para seguir asumiendo los enormes costes de construcción. En consecuencia, las obras se detuvieron y sólo se terminaron las zonas que ya estaban en pie; por ejemplo, el Salón de Mármol con un fresco de Daniel Gran en 1749. Hasta 1834-1842 no se pudo completar al menos uno de los cuatro patios interiores previstos (y, por tanto, una cuarta parte del complejo proyectado), según los planos de Joseph Kornhäusel. El Escorial austriaco quedó así como un torso.

## Kaisertrakt barroco
El monasterio barroco iba a ser ampliado monumentalmente a partir de 1730 según los planos de Donato Felice d'Allio y Joseph Emanuel Fischer von Erlach para servir de residencia del emperador Carlos VI de Austria. Sin embargo, cuando el emperador murió inesperadamente en 1740, la construcción se detuvo abruptamente. En ese momento, sólo se había construido una octava parte del complejo previsto. Hasta 1834-1842 no se completó uno de los patios iniciados (el llamado Kaiserhof) según los planos de Joseph Kornhäusel, completando así al menos una cuarta parte del proyectado "Escorial austriaco".
Las fachadas exteriores tienen un carácter típicamente barroco y están ricamente estructuradas, especialmente la fachada este. Esta, originalmente planificada como centro del edificio, se inclina convexamente hacia delante e incorpora un balcón frontal, columnas monumentales y una enorme cúpula con la corona imperial. En cambio, la segunda cúpula, montada sobre el pabellón de la esquina noreste, muestra el sombrero del archiduque austriaco.
La inacabada Sala Terrena, en el centro del ala este, sirve ahora de recepción de visitantes y ofrece una interesante visión de una obra barroca. Esta sala debía ser concebida como una especie de gruta o salón de jardín, para la que el escultor de la corte imperial Lorenzo Mattielli creó hacia 1735 los atlas.